# Camilo Restrepo
Camilo Restrepo (Londres, Inglaterra; 20 de mayo de 2003) es un futbolista Inglés de ascendencia Colombiana que juega como centrocampista en el Wingate & Finchley FC de la Isthmian League de Inglaterra.

## Biografía
De padres colombianos, Restrepo nació el 20 de mayo de 2003 en la ciudad de Londres, Inglaterra. Sus padres son provenientes de Medellín.

## Trayectoria
Restrepo estuvo en la academia del Crystal Palace y luego estuvo en el equipo sub-18 del Metropolitan Police FC. También jugó Futsal al más alto nivel en los equipos London Helvecia Futsal Club y Bloomsbury Futsal.

## Clubes
| Club                  | País       | Año         | Partidos | Goles |
| --------------------- | ---------- | ----------- | -------- | ----- |
| Romford F.C.          | Inglaterra | 2023        | 30       | 14    |
| Hashtag United        | Inglaterra | 2023 - 2024 | 47       | 8     |
| Wingate & Finchley FC | Inglaterra | 2025 - Act. | 14       | 3     |